# Eiger
Eiger là một ngọn núi 3.970 mét (13.020 ft) của dãy núi Alps Berne, nhìn ra Grindelwald và Lauterbrunnen ở vùng Bernese Oberland của Thụy Sĩ, ngay phía bắc lưu vực đầu nguồn và biên giới với Valais. Đây là đỉnh núi cực đỉnh của đỉnh núi nằm trên Mönch tới Jungfrau ở độ cao 4.158 m (13.642 ft), tạo thành một trong những điểm tham quan nổi bật nhất của dãy núi Alps của Thụy Sĩ. Trong khi phía bắc của dãy núi tăng hơn 3.000 m (10.000 ft) so với hai thung lũng Grindelwald và Lauterbrunnen, phía nam phải đối mặt với các sông băng lớn trong khu vực Jungfrau-Aletsch, vùng băng giá nhất trong dãy núi Alps. Đặc điểm đáng chú ý nhất của Eiger là mặt bắc của đá và đá có độ cao 1.800 m (5.900 ft), có tên là Eigerwand hoặc Nordwand, là mặt bắc lớn nhất ở dãy Alps. Mặt to lớn này nằm trên khu nghỉ mát của Kleine Scheidegg tại căn cứ của nó, trên đường đi ngang nối hai thung lũng.
Người đầu tiên leo lên đỉnh Eiger là các hướng dẫn viên người Thụy Sĩ Christian Almer và Peter Bohren (de) và người Ireland Charles Barrington, người đã leo lên sườn phía tây vào ngày 11 tháng 8 năm 1858. Khuôn mặt phía bắc, được xem là một trong những bước tiến đầy thách thức và nguy hiểm nhất, Leo thang vào năm 1938 bởi một cuộc thám hiểm Áo-Đức . Eiger đã được công bố rộng rãi cho nhiều bi kịch liên quan đến chuyến thám hiểm leo núi. Kể từ năm 1935, ít nhất 64 người leo núi đã chết khi cố gắng đối mặt với phía bắc, kiếm được biệt danh là Mordwand của Đức, nghĩa đen là "bức tường giết người (ous)" - một chữ viết đúng tiêu đề của Nordwand (Bắc Wall).
Mặc dù đỉnh núi Eiger chỉ có thể đạt được bởi các nhà leo núi có kinh nghiệm, một đường hầm đường sắt chạy bên trong núi, và hai trạm nội bộ cho phép dễ dàng truy cập vào các khung nhìn được chạm khắc vào mặt đá. Chúng là một phần của tuyến đường sắt Jungfrau, chạy từ Kleine Scheidegg đến Jungfraujoch, giữa Mönch và Jungfrau, tại ga đường sắt cao nhất ở châu Âu. Hai trạm trong Eiger là Eigerwand (phía sau mặt bắc) và Eismeer (phía sau mặt phía Nam), khoảng 3.000 mét.